# Draco bourouniensis
Espèce
Synonymes
- Draco daudinii Duméril & Bibron, 1837
- Draco buruensis De Jong, 1926
- Draco toxopei De Jong, 1926

Draco bourouniensis est une espèce de sauriens de la famille des Agamidae.

## Répartition
Cette espèce est endémique de Buru dans les Moluques en Indonésie.

## Étymologie
Son nom d'espèce, composé de bourou et du suffixe latin -ensis, « qui vit dans, qui habite », lui a été donné en référence au lieu de sa découverte, Buru.

## Publication originale
- Lesson, 1834 : Illustration de Zoologie.  13 (1-7), pis. 1-60 +text, (1-16) (Paris).